# Flughafen Kota Bharu

i8
i11
i13
Der Flughafen Kota Bharu (IATA-Code: KBR, ICAO-Code: WMKC) ist der einzige Flughafen der malaysischen Stadt Kota Bharu und zugleich der größte im nördlichen Bundesstaat Kelantan. Mehrmals täglich bedienen die drei größten malaysischen Fluggesellschaften Linienflüge nach Kuala Lumpur und Penang.

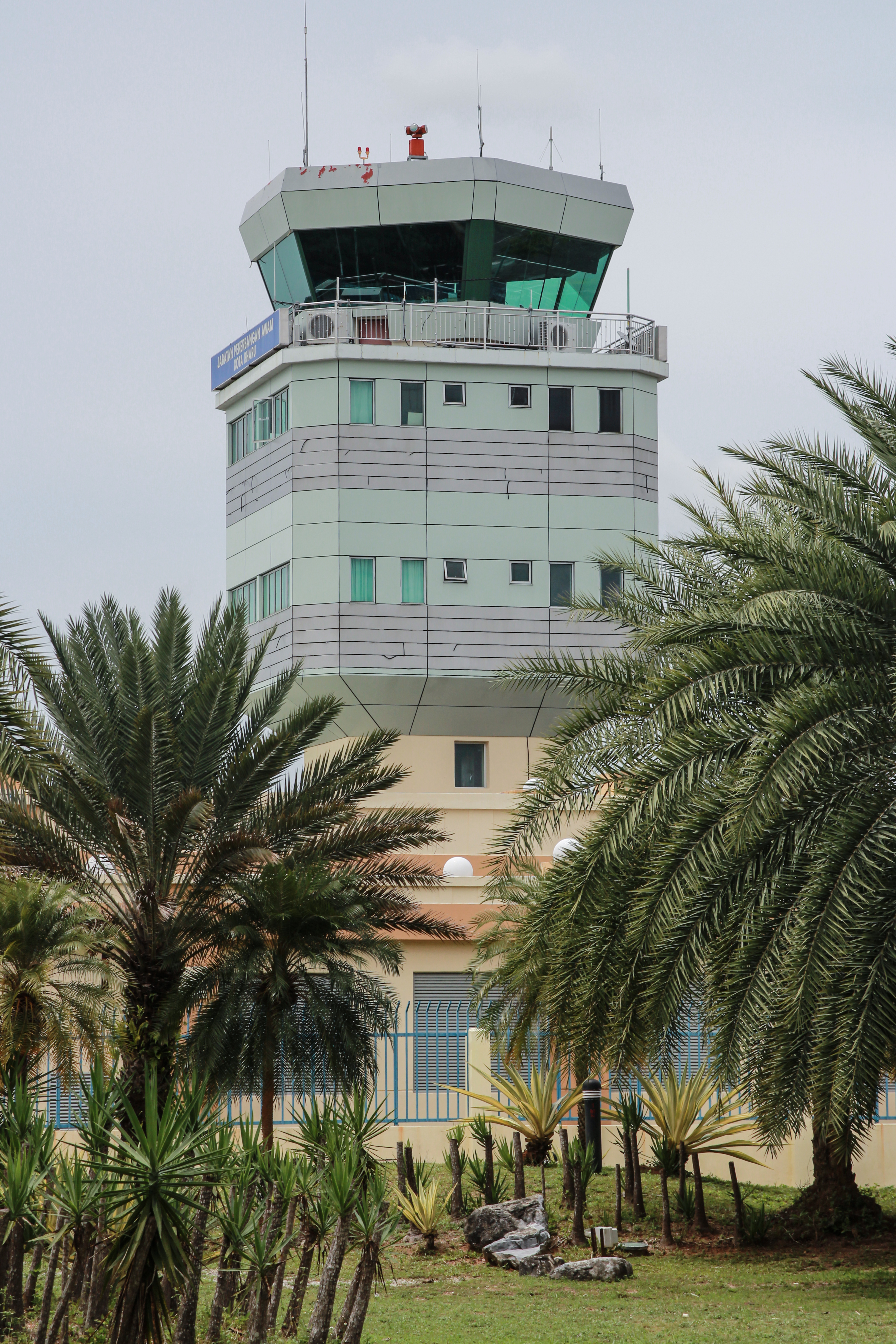
Kontrollturm

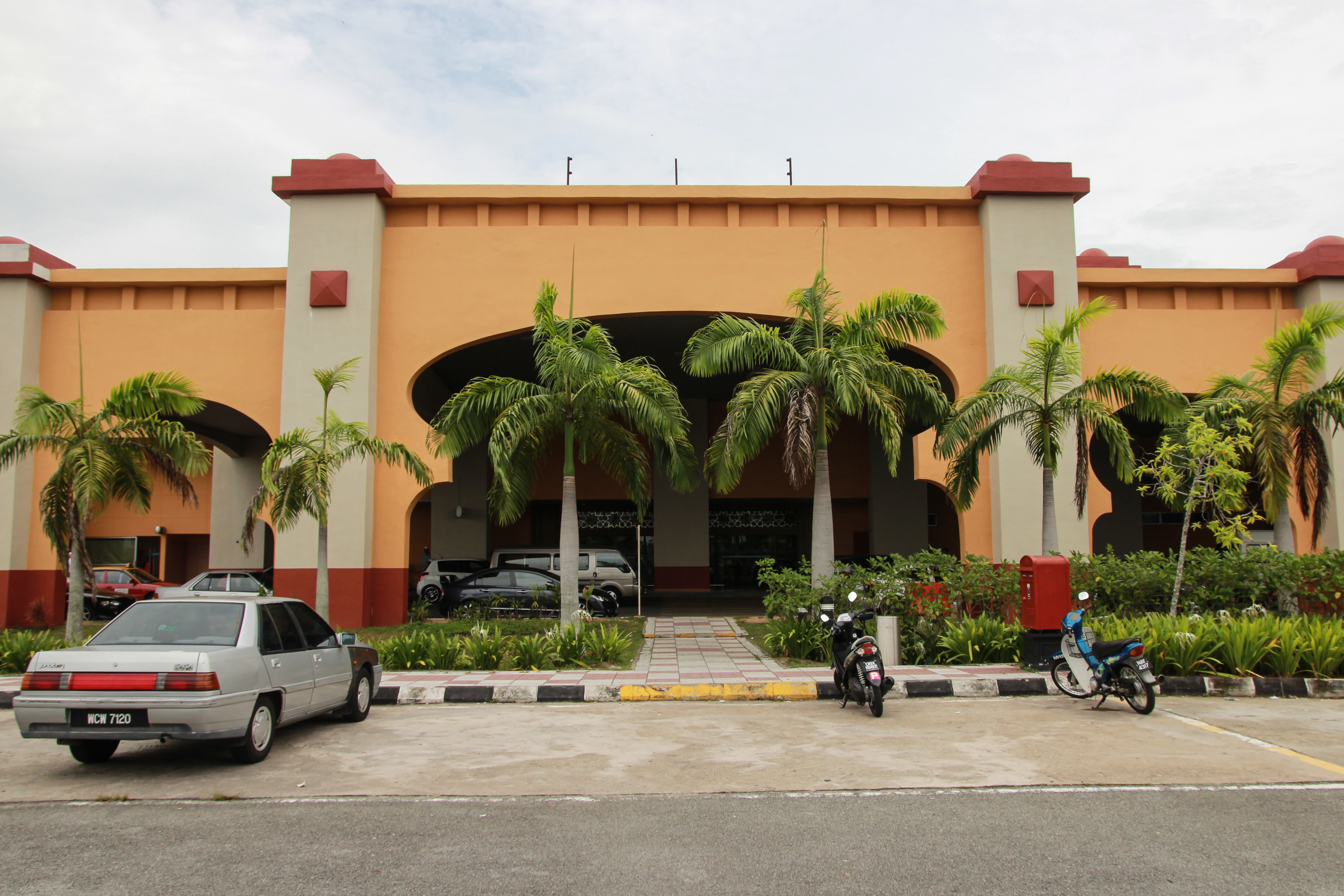
Terminal

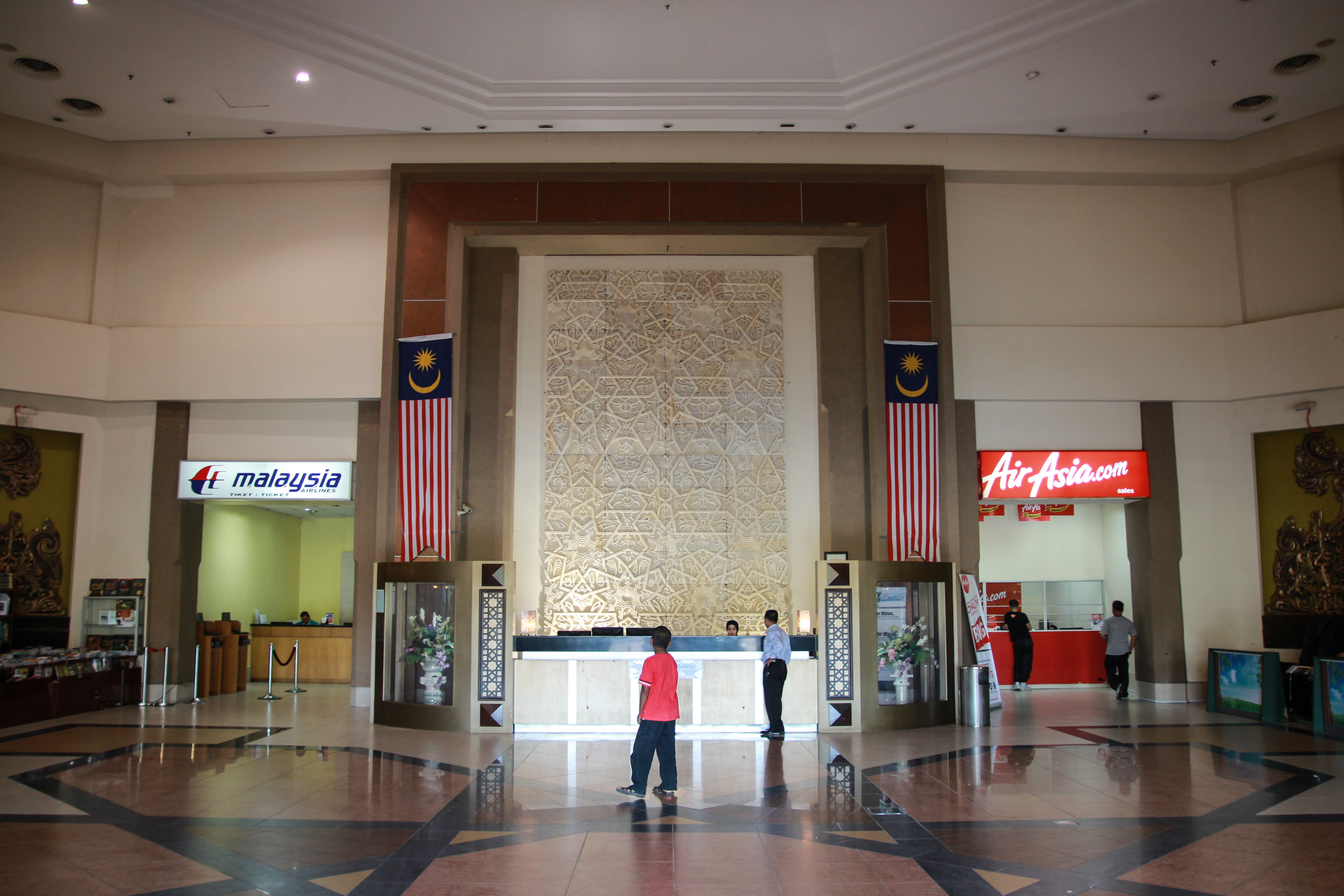
Terminal

Das neue, moderne Passagierabfertigungsgebäude ging 2002 in Betrieb und kann jährlich bis zu 1,4 Mio. Passagiere abfertigen. Der L-förmige Bau ist mit Check-in-Halle, Gepäckausgabe, Geschäften und Gastronomieeinrichtungen sowie drei Fluggastbrücken ausgestattet. Die Architektur des zweigeschossigen Gebäudes bedient sich vielerorts lokaler und islamischer Architekturelemente.
Das Flughafengelände erstreckt sich in West-Ost-Richtung, etwa sieben Kilometer vom Stadtzentrum entfernt. Eine vierspurige Schnellstraße schließt den Flughafen an das städtische Straßennetz an. Das Vorfeld und das Terminal befinden sich nördlich der Runway, weniger als zwei Kilometer von der Küste zum Südchinesischen Meer entfernt. Zwei Rollwege verbinden das bisher einzige Vorfeld mit der einzigen Start- und Landebahn. Westlich des Hauptvorfeldes befindet sich eine Flugschule, der Kontrollturm nahe dem Parkplatz östlich des Fluggastgebäudes. Ein neues Vorfeld befindet sich Mitte 2008 östlich der vorhandenen Anlagen im Bau.